# 조지 아미스테드
조지 아미스테드(George Armistead, 1780년 4월 10일 – 1818년 4월 25일)는 1812년 전쟁 동안 볼티모어 전투에서 맥헨리 요새의 사령관으로 복무를 했던 미국 민병대 장교이다.

## 생애
버지니아주 캐롤라인 군 뉴마켓에서 태어났다. 그는 1812년 전쟁에서 군복무를 했던 오형제 중의 한명이었다. 형제들이 민병대나 정규군에서 복무를 했다. 그는 나이아가라 요새에서 포병장교로 복무하고 있을 때 1813년 5월 27일 캐나다 나이아가라 강 어귀 근처에서 영국군으로부터 조지 요새를 함락할 때 두드러진 활약을 펼쳤다. 그는 이후 함락한 영국 깃발을 제임스 매디슨 대통령에게 가져다 주었다. 그가 워싱턴에 도착하자 마자 아미스테드는 맥헨리 요새의 사령관을 맡으라는 명령을 받았다.
그가 볼티모어 항구 외곽에 있는 맥헨리 요새에 도했을 때, 아미스테드는 영국군이 멀리서도 쉽게 볼 수 있도록 큰 깃발을 준비하라고 명령했다. 별이 박힌 깃발(성조기)이라고 알려진 그 깃발은 42' x 30' 크기로 볼티모어의 주민 매리 피커즈길과 그녀의 딸, 그리고 7명의 직공에 의해 만들어졌다. 그리고 이후 프랜시스 스콧 키가 지은 시 <별이 박힌 깃발>로 기억되었으며, 이후에는 미국의 국가가 되었다.
9월 13일 새벽이 되기 전에 퍼붓기 시작한 맥헨리 요새에 대한 포격은 9월 14일 아침까지 25시간 동안 이어졌고, 아미스테드는 요새의 화약고가 포격을 견딜 수 없다는 것을 홀로 알고 있었다. 포탄이 화약고의 지붕을 뚫고 들어갔지만 폭발은 일어나지 않았다. 아미스테드는 화약통을 성벽 뒤에 치우라고 명령했다. 포탄 두 발이 요새 남서쪽 성채를 초토화시켰을 때, 영국 함대가 요새에 2,000발의 포탄이 비오듯 내리쳤음에도 불구하고 놀랍게도 단 4명의 사망자만 나왔다. 영국 해군이 요새를 함락시킬 수 없음이 증명되었기 때문에 아니면 시 동쪽의 미군 방어군 본대에 포격을 퍼붓기 위해 볼티모어 항구에 진입하기 위해 요새를 무력화시킬 수 없었기 때문에 영국군 총사령관 알렉산더 코크레인 부제독은 영국군 사령관 아서 브룩 대령에게 기습을 할 지, 후퇴를 할 지 결정할 때가 되었다고 말했다. 9월 12일 노스 포인트 전투에서 치명상을 당한 로버트 로스 소장을 대신한 브룩은 철수를 결정했다.
이 전투로 아미스테드는 중령으로 진급했다. 전투를 대비해 너무 과로를 했기 때문에 그는 3년 후 38세의 나이로 사망을 하고만다. 아미스테드의 사촌 루이스 애디슨 아미스테드는 남북전쟁 게티스버그 전투에서 전사한 유명한 남군 장군이었다.